# Derrick Westenra, 5. Baron Rossmore
Derrick Warner William Westenra, 5. Baron Rossmore (* 7. Februar 1853 in Dublin; † 31. Januar 1921, Rossmore Park, County Monaghan) war ein britischer Adliger und Politiker.

## Leben
Derrick Westenra war ein Sohn von Henry Westenra, 3. Baron Rossmore, und dessen zweiter Frau Josephine Julia Helen (geborene Lloyd). Er hatte fünf Geschwister, drei Brüder und zwei Schwestern. Er besuchte die Rugby School und wurde dann Offizier.
1874 erbte er den Titel Baron Rossmore von seinem kinderlos verstorbenen älteren Bruder Henry. Als solcher gehörte er dem House of Lords an. Des Weiteren fungierte Westenra als Justice of the Peace und bekleidete das Amt des Lord Lieutenant des County Monaghan zwischen 1887 und 1921. Westenra war Großmeister des Oranier-Ordens für Monaghan.
1882 heiratete er Mittie Naylor. Aus der Ehe gingen eine Tochter und zwei Söhne hervor. Seine Tochter Mary heiratete 1911 den südafrikanischen Geschäftsmann Abe Bailey und machte sich später als Fliegerin einen Namen.
1912 veröffentlichte er seine Autobiografie Things I Can Tell. Er starb 1921. Den Titel erbte sein ältester Sohn William.